# Книга Тан
Книга Тан (кит. трад. 唐書, упр. 唐书, пиньинь Tángshū, палл. T'angshu)  («Старая история Тан», «Цзю Тан шу») — официальная историческая хроника династии Тан, правившей в Китае с 618 г. по 907 г. н. э. Входит в число 24 книг Династийных историй императорского Китая. Составлена в 941 — 945 гг. по приказу  позднецзиньского императора Гао-цзу группой придворных историков под руководством главного министра национальной истории Лю Сюй. История является компиляцией ныне утерянных более ранних анналов и других хроник и биографий. В середине XI века по приказу императора Жэнь-цзун  для устранения недостатков прежней истории была составлена «Новая история Тан» («Новая книга Тан»). Эти две истории существенно дополняют друг друга.

## Структура
Старая книга династии Тан состоит из 200 томов. Тома 1-20 содержат анналы императоров династии Тан. Твитчетт отмечает, что освещение событий с течением времени в летописях наиболее интенсивно во времена раннего и среднего Тан, включая лишь очень скудную информацию в позднем Тан после 847 года.
Тома 21-50 содержат трактаты, в том числе обряды, музыку, календарь, астрономию, пять элементов, географию, чиновников, экипажи и одежду, литературу, продукты питания и товары, а также право. Раздел об обрядах (тома 21-27) является самым длинным и подробным, показывая относительное значение, придаваемое церемониальным вопросам. Этот раздел включает описания дизайна храмов, жертвоприношений и праздников. Раздел по географии (тома 38-41) содержит описание региональной администрации империи Тан примерно в 752 году. Раздел о чиновниках (тома 42-44) содержит описание административной системы династии Тан. Раздел о пяти элементах (五行) содержит описание землетрясений, наводнений и других природных явлений.
Тома 51-200 содержат биографические материалы, в том числе об императрицах и супругах (51-52), императорских семьях и народах, населяющих районы, граничащие с империей Тан (194-200).

## История
Составление книги началось, когда император-основатель Поздней династии Цзинь Ши Цзинтан приказал составить ее в 941 году. Первоначальным главным редактором был Чжао Ин, который в то время также был канцлером. Однако ко времени его завершения Лю Сюй стал канцлером и взял на себя организационную работу; в результате он был назначен главным редактором, когда работа была представлена в 945 году императору Ши Чунгуй.
Будучи относительно быстро составленной официальной исторической работой, Книга Тан представляла собой компиляцию более ранних летописей, ныне утраченных; в нее также включены другие монографии и биографии, использующие в качестве источников (например) Тондянь Ду Ю. Эти источники часто напрямую копировались из записей и более ранних историй, и результат подвергся бы суровой критике во времена Династии Сун; император Жэнь-цзун из династии Сун, например, назвал книгу "плохо организованной, обремененной несущественными деталями, лишенной стиля и плохо проработанной". Эти ошибки даже включали дублированные биографии персонажей.
Из-за этой критики в 1044 году была заказана новая история династии Тан; с Оуян Сю и Сун Ци в качестве редакторов была выпущена Новая книга династии Тан. После презентации Новой Книги оригинальная Старая книга Тан вышла из печати, и с течением веков она стала очень редкой. Это было во времена династии Мин, когда были собраны оставшиеся экземпляры, и книга была вновь опубликована, в конечном итоге став канонизированной как одна из Двадцати четырех Историй.

## Китайский текст
- 劉昫, 舊唐書 (200卷), 北京 (中華書局), 1975 (Лю Сюй, Книга Тан (200 книг), Пекин (Zhōnghuá Shūjú), 1975, в 16 томах, 5407 с.